# Гекзакисикосаэдр
Гекзакисикоса́эдр (от др.-греч. ἑξάκις — «шестижды», εἴκοσι — «двадцать» и ἕδρα — «грань»), также называемый дисдакистриаконта́эдром (от др.-греч. δίς — «дважды», δυάκις — «два раза», τριάκοντα — «тридцать» и ἕδρα — «грань»), — полуправильный многогранник (каталаново тело), двойственный ромбоусечённому икосододекаэдру.
Составлен из 120 одинаковых разносторонних остроугольных треугольников с углами {\displaystyle \arccos \,{\frac {9+5{\sqrt {5}}}{24}}\approx 32{,}77^{\circ },} {\displaystyle \arccos \,{\frac {15-2{\sqrt {5}}}{20}}\approx 58{,}24^{\circ }} и {\displaystyle \arccos \,{\frac {5-2{\sqrt {5}}}{30}}\approx 88{,}99^{\circ }.}
Имеет 62 вершины; в 12 вершинах (расположенных так же, как вершины икосаэдра) сходятся своими наименьшими углами по 10 граней, в 20 вершинах (расположенных так же, как вершины додекаэдра) сходятся своими средними по величине углами по 6 граней, в 30 вершинах (расположенных так же, как вершины икосододекаэдра) сходятся своими наибольшими углами по 4 грани.
У гекзакисикосаэдра 180 рёбер — 60 «длинных» (расположенных так же, как рёбра ромботриаконтаэдра), 60 «средних» и 60 «коротких». Двугранный угол при любом ребре одинаков и равен {\displaystyle \arccos \left(-{\frac {179+24{\sqrt {5}}}{241}}\right)\approx 164{,}89^{\circ }.}
Гекзакисикосаэдр можно получить из ромботриаконтаэдра, приложив к каждой грани того неправильную четырёхугольную пирамиду с ромбическим основанием, равным грани ромботриаконтаэдра, и высотой, которая в {\displaystyle 2{\sqrt {17+{\frac {31{\sqrt {5}}}{5}}}}\approx 11{,}11} раз меньше стороны основания.
Гекзакисикосаэдр — одно из трёх каталановых тел, в которых существует эйлеров путь.

## Метрические характеристики
Если «короткие» рёбра гекзакисикосаэдра имеют длину {\displaystyle a}, то его «средние» рёбра имеют длину {\displaystyle {\frac {3}{10}}(3+{\sqrt {5}})a\approx 1{,}57a,} а «длинные» рёбра — длину {\displaystyle {\frac {1}{5}}(7+{\sqrt {5}})a\approx 1{,}85a.}
Площадь поверхности и объём многогранника при этом выражаются как
{\displaystyle S={\frac {3}{5}}{\sqrt {10\left(1257+541{\sqrt {5}}\right)}}\;a^{2}\approx 94{,}2346327a^{2},}
{\displaystyle V={\frac {1}{5}}{\sqrt {6\left(14765+6602{\sqrt {5}}\right)}}\;a^{3}\approx 84{,}1819754a^{3}.}
Радиус вписанной сферы (касающейся всех граней многогранника в их инцентрах) при этом будет равен
{\displaystyle r={\sqrt {{\frac {3}{4820}}\left(5795+2569{\sqrt {5}}\right)}}\;a\approx 2{,}6799693a,}
радиус полувписанной сферы (касающейся всех рёбер) —
{\displaystyle \rho ={\frac {1}{20}}\left(25+13{\sqrt {5}}\right)a\approx 2{,}7034442a.}
Описать около гекзакисикосаэдра сферу — так, чтобы она проходила через все вершины, — невозможно.